# درو شيرمان
درو شيرمان (بالإنجليزية: Drew Sherman)‏ هو لاعب كرة قدم ومدرب كرة قدم بريطاني، ولد في 19 يونيو 1987 في كارديف في المملكة المتحدة. لعب مع نادي أفان ليدو ونادي إيرباص يو كاي بروتون ونادي كمبران تاون.